# Englishtown
Englishtown és una població dels Estats Units a l'estat de Nova Jersey. Segons el cens del 2007 tenia 1.893 habitants.

## Demografia
Segons el cens del 2000, Englishtown tenia 1.764 habitants, 643 habitatges, i 416 famílies. La densitat de població era de 1.194,9 habitants/km².
Dels 643 habitatges en un 39,5% hi vivien nens de menys de 18 anys, en un 51,8% hi vivien parelles casades, en un 10% dones solteres, i en un 35,3% no eren unitats familiars. En el 28,5% dels habitatges hi vivien persones soles el 14,3% de les quals corresponia a persones de 65 anys o més que vivien soles. El nombre mitjà de persones vivint en cada habitatge era de 2,74 i el nombre mitjà de persones que vivien en cada família era de 3,51.
Per edats la població es repartia de la següent manera: un 29,1% tenia menys de 18 anys, un 6% entre 18 i 24, un 36,5% entre 25 i 44, un 17,5% de 45 a 60 i un 11% 65 anys o més.
L'edat mediana era de 35 anys. Per cada 100 dones de 18 o més anys hi havia 82,4 homes.
La renda mediana per habitatge era de 57.557 $ i la renda mediana per família de 73.750 $. Els homes tenien una renda mediana de 50.694 $ mentre que les dones 33.068 $. La renda per capita de la població era de 23.438 $. Aproximadament el 4% de les famílies i el 7,2% de la població estaven per davall del llindar de pobresa.

## Poblacions més properes
El següent diagrama mostra les poblacions més properes.